# بلدة زيلاند تشارتر (ميشيغان)
زيلاند تشارتر (بالإنجليزية: Zeeland Charter Township, Michigan)‏ هي بلدة تقع بولاية ميشيغان في الولايات المتحدة. تبلغ مساحتها 89.2 (كم²)، وترتفع عن سطح البحر 199 م، بلغ عدد سكانها 9266 نسمة في عام تعداد الولايات المتحدة 2000 حسب إحصاء مكتب تعداد الولايات المتحدة وتصل الكثافة السكانية فيها 85.4 نسمة/كم2.

## أعلام
- صمويل مارينوس زويمر

## وصلات خارجية
- http://www.zct.zeeland.mi.us/ نسخة محفوظة 11 يونيو 2004 على موقع واي باك مشين.
- The US50 - Cities and Towns in Michigan State
- Michigan Cities and Towns, Facts, Map, Flag, Colleges, Government, and More